# 奇経
奇経（きけい）とは、平常ではない奇異な経脈のことを意味している。常経である正経に対して特異な性質を持っている。
十二経には、気血が行くが、満ち溢れると、奇経に流入する。放水路のように常経の洪水を防ぐ働きをしている。奇経には八つの脈があり、それぞれ正経の経穴を使いまわしにしているが任脈、督脈だけは独自の経穴を持っており、正経十二経と結びつけて十四経とする場合もある。

## 奇経に所属する経絡の一覧
- 衝脈
- 陽蹻脈
- 陰蹻脈
- 陽維脈
- 陰維脈
- 帯脈
- 任脈
- 督脈